# 岡田敦
岡田 敦（おかだ あつし、男性、1979年7月24日 - ）は、日本の写真家、芸術学博士。北海道稚内市で生まれる。北海道にルーツを持ち、現在は東京を拠点に活動している。大阪芸術大学、東京工芸大学大学院で写真を学び、芸術学の博士号を取得している。第4回富士フォトサロン新人賞をはじめ、写真界で最も権威ある賞の一つとされる第33回木村伊兵衛写真賞、第66回北海道文化奨励賞、第33回写真の町東川賞特別作家賞、第37回JRA賞馬事文化賞など、数々の著名な賞を受賞しており、現代日本を代表する写真家の一人として評価されている。

## 生い立ちと初期の活動
幼少期を稚内と札幌で過ごした岡田は、幼い頃から美術に関心を抱いていた。北海道札幌北陵高等学校を卒業後、写真家を志し、1999年に大阪芸術大学芸術学部写真学科に進学。大学では写真家の土田ヒロミに師事し、写真の基礎と表現を深く追求した。在学中の2002年には早くも頭角を現し、富士フォトサロン新人賞を受賞する。この時の選考委員だった写真家の浅井愼平は「岡田敦という鋭く繊細で優しい才能の登場は奇跡かもしれない」と岡田の才能を評している。卒業制作では学長賞を受賞するなど、早くからその才能が注目されていた。大学卒業後は、世界的な写真家である細江英公の推薦により、東京工芸大学大学院芸術学研究科に進学。東京に拠点を移し、細江のもとでさらなる研鑽を積む。2004年には“写真界の芥川賞”とも称される木村伊兵衛写真賞の最終選考候補となり、その後の活躍を予感させた。

## 受賞と代表作
東京工芸大学大学院博士後期課程を修了し、芸術学の博士号を取得した2008年、岡田はついに第33回木村伊兵衛写真賞を受賞 する。受賞作となった写真集『I am』（赤々舎、2007年）は、若者の自己の内面や存在に深く向き合った作品であり、世界的な彫刻家である舟越桂が帯に文章を寄せるなど、各界から高い評価を得た。その後も、木村伊兵衛写真賞受賞第一作となる写真集『ataraxia』（青幻舎、2010年）、『世界』（赤々舎、2012年）、『MOTHER』（柏艪舎、2014年）、『1999』（NAGATOMO White Label、2015年）などを精力的に発表し、国内外で展覧会を開催するなど活動の幅を広げている。

## ユルリ島の馬
岡田の活動の中でも特筆すべきは、北海道根室半島沖に位置する無人島・ユルリ島に生息する野生化した馬を追った長期的なプロジェクトである。ユルリ島は国の鳥獣保護区や北海道の天然記念物に指定されているため、学術調査以外の目的での上陸が厳しく制限されているが、2011年から始まったこの撮影は、岡田の粘り強い取り組みによって実現した。岡田が撮影を開始した当時、島にはすでに雄馬はおらず、残された12頭の雌馬は繁殖が途絶え、いずれ消滅に向かう運命にあった。メディアの上陸が禁止されている島で始まった岡田の創作活動は、この島の歴史とそこに生きる馬たちの命の営みに光を当てるきっかけとなり、徐々に社会的な注目を集めるようになる。岡田のユルリ島での一連の創作活動は高く評価され、2014年に第66回北海道文化奨励賞（史上最年少で受賞）、2017年に第33回写真の町東川賞特別作家賞を、そしてユルリ島での十年以上にわたる活動の記録をまとめた書籍『エピタフ 幻の島、ユルリの光跡』（インプレス、2023年）で2024年にはJRA賞馬事文化賞を受賞した。2025年に発表された写真集『The Horses of Yururi Island ユルリ島の馬』（青幻舎）が岡田のユルリ島での創作活動の集大成とされている。岡田の作品は単なる記録写真という枠を超え、島の歴史と、そこに生きた馬の存在を広く社会に伝えた。

## 多様な活動と評価
岡田は古典的な写真表現の枠にとらわれず、多岐にわたる分野でその才能を発揮している。村上春樹原作、トラン・アン・ユン監督、ザ・ビートルズ主題歌の映画「ノルウェイの森」の公式ガイドブックの撮影や、小説家とのコラボレーション、他のアーティストの写真集撮影（関ジャニ∞安田章大『LIFE IS』など）も手掛けている。また、北海道を代表する洋画家・神田日勝（1937 - 1970）の作品とのコラボレーション企画展「神田日勝 × 岡田敦 幻の馬」（2023年、神田日勝記念美術館、開館30周年記念展）を開催するなど、異分野との交流も積極的に行っている。国内外での多数の展覧会開催に加え、パナソニックやニコンをはじめとする日本を代表する企業のCM出演・撮影なども手がけており、自己の表現の可能性を追求し続けている。かつて浅井愼平が評した「鋭く繊細で優しい才能」は、時を経てさらに深化し、生命の営みや記憶といった普遍的なテーマを力強い視点と独自の美意識で描き出している。また、各種フォトコンテストの審査員を務めるなど、写真文化の普及にも貢献している。岡田は北海道の厳しい自然の中で培われた感性と、都市でのアカデミックな学びを背景に、自己の内面から社会へ、そして自然へと向き合う対象を広げ、写真表現を展開している。

## 主な受賞
- 第4回 富士フォトサロン新人賞（2002年）
- 第33回 木村伊兵衛写真賞（2008年）
- 第66回 北海道文化奨励賞（2014年）
- 第33回 東川賞特別作家賞（2017年）
- 第37回 JRA賞馬事文化賞（2024年）

## 主な作品・著作

### 写真集
- 『Platibe』2003年、窓社
- 『Cord』2003年、窓社
- 『I am』2007年、赤々舎
- 『ataraxia』岡田敦・伊津野重美著、2010年、青幻舎
- 『世界』2012年、赤々舎
- 『MOTHER』2014年、柏艪舎
- 『1999』2015年、NAGATOMO White Label[4]
- 『エピタフ 幻の島、ユルリの光跡』2023年、インプレス
- 『The Horses of Yururi Island ユルリ島の馬』2025年、青幻舎

### 関連書籍
- 映画『ノルウェイの森　公式ガイドブック』2010年、講談社
- 小説『月光川の魚研究会』星野青、岡田敦、2011年、ぴあ
- 写真集『東日本大震災 - 写真家17人の視点』2011年、朝日新聞出版
- 写真集『RÉVÉLATIONS』2013年、Sophie CAVALIERO
- 展覧会図録『もうひとつの眺め 北海道発：8人の写真と映像』2015年、北海道立近代美術館
- 写真集『LIFE IS』安田章大（関ジャニ∞）、岡田敦、2020年、マガジンハウス
- 展覧会図録『神田日勝 × 岡田敦 幻の馬』2023年、神田日勝記念美術館

### その他
- DVD・Blu-ray「乃木坂46 橋本奈々未の恋する文学 冬の旅」第3話『羊をめぐる冒険』出演、2016年、Amazon.co.jp
- DVD・Blu-ray「乃木坂46 橋本奈々未の恋する文学 夏の旅」第5、6話『蛇行する月』出演、2017年、Amazon.co.jp
- CD「恋する文学 オリジナルサウンドトラック」ジャケット撮影、2017年、Amazon Records

## 展覧会
- 2001年　日韓中国際交流展、大阪
- 2002年　写真展「Platibe」富士フォトサロン、東京・名古屋・大阪
- 2002年　Nikon Juna21、ニコンサロン、東京・大阪
- 2003年　写真展「Platibe」富士フォトサロン、札幌
- 2003年　写真展「Platibe」富士フォトギャラリー日比谷、東京
- 2004年　写真展「Cord」東京写真文化館、東京
- 2007年　Professional Photographer 200人展、FUJIFILM SQUARE、東京
- 2008年　木村伊兵衛写真賞受賞作品展「I am」コニカミノルタギャラリー、東京
- 2008年　木村伊兵衛写真賞受賞記念作品展「I am」B GALLERY、東京
- 2009年　写真展「ataraxia」B GALLERY、東京
- 2010年　写真展「ataraxia」NADiff、東京
- 2010年　写真展「ataraxia」magic room???、東京
- 2010年　木村伊兵衛写真賞35周年記念展、川崎市民ミュージアム、神奈川
- 2011年　PHOTO TAIPEI 2011、B GALLERY、台湾
- 2012年　TOKYO FLONTLINE 2012、3331 Arts Chiyoda、東京
- 2012年　Young Art Taipei 2012、B GALLERY、台湾
- 2012年　写真展「世界」AKAAKA Gallery、東京
- 2012年　写真展「世界」B GALLERY、東京
- 2014年　写真展「MOTHER」B GALLERY、東京
- 2014年　写真展「MOTHER」ビームス札幌、札幌
- 2015年　写真展「MOTHER – 開かれた場所へ」CAI02、札幌
- 2015年　もうひとつの眺め－北海道発：8人の写真と映像、北海道立近代美術館、札幌
- 2015年　木村伊兵衛写真賞40周年記念展、川崎市民ミュージアム、神奈川
- 2016年　写真展「1999」B GALLERY、東京
- 2016年　近美コレクション「新収蔵品展」北海道立近代美術館、札幌
- 2017年　第33回写真の町東川賞受賞作家展「ユルリ島の野生馬」東川町文化ギャラリー
- 2017年　FACE／わたしとあなた − アフリカン・マスクから舟越桂まで、北海道立帯広美術館、帯広
- 2018年　第33回写真の町東川賞受賞作家寄贈作品展「ユルリ島の野生馬」東川町文化ギャラリー
- 2018年　写真展「ユルリ島の野生馬」大正大学、東京
- 2020年　写真展「Light at the Edge of the World」LUMIX GINZA TOKYO、東京
- 2022年　北海道立帯広美術館 開館30周年記念特別展「道東アートファイル2022」北海道立帯広美術館、帯広
- 2023年　神田日勝記念美術館 開館30周年記念展Ⅱ「神田日勝×岡田敦 幻の馬」神田日勝記念美術館、鹿追町
- 2024年　JRA賞馬事文化賞受賞記念展「エピタフ 幻の島、ユルリの光跡」帯広競馬場

## 主な出演

### テレビ
- 2003年　テレビ東京「オーラ」
- 2008年　ABCテレビ「ムーブ!」
- 2008年　NHK「ニュースウオッチ9」
- 2009年　NHK「ほっからんど北海道」
- 2011年　フジテレビ「NONFIX」
- 2014年　NHK「消えゆく馬を写す〜ユルリ島の野生馬〜」
- 2014年　NHK「おはよう北海道」
- 2014年　HTB「イチオシ!モーニング」
- 2014年　NHK「つながる@きたカフェ」
- 2015年　HTB「イチオシ!」
- 2016年　UHB「乃木坂46 橋本奈々未の恋する文学」冬の旅・第3話『羊をめぐる冒険』（村上春樹）編
- 2016年　UHB「乃木坂46 橋本奈々未の恋する文学」夏の旅・第5話、第6話『蛇行する月』（桜木紫乃）編
- 2017年　HTB「イチオシ!」
- 2018年　NHK「おはよう日本」
- 2023年　NHK「日曜美術館 アートシーン」

### CM
- 2012年　EPSON「エプソンプロセレクションプリンター」
- 2013年　EPSON「エプソンプロセレクションプリンター」
- 2014年　EPSON「エプソンプロセレクションプリンター」
- 2016年　Nikon「私のNIKKOR」
- 2020年　Panasonic「LUMIX S5」